# 梁赵关帝庙
梁赵关帝庙是一座古建筑，建于清代，位于山西省晋中市平遥县中都乡梁赵村东南，供奉关羽。庙占地三亩，有正殿、东西窑、长廊及钟、鼓楼。对面有古戏台。
2016年1月21日，梁赵关帝庙公布为第五批平遥县文物保护单位，编号5-14。